# Miroslav Skála
Miroslav Skála (6. dubna 1924 Brno – 24. února 1989 Brno) byl český spisovatel a novinář.

## Životopis
Vystudoval gymnázium v Kyjově. V průběhu druhé světové války byl totálně nasazen na práci v hnědouhelném dole. Po válce vystudoval filozofickou fakultu v Brně obor čeština, ruština a divadelní věda. Poté se stal učitelem, lektorem ruštiny, ale již roku 1954 se stal literárním redaktorem Československého rozhlasu. Zde spolu s Vladimírem Fuxem a Vlastimilem Pantůčkem vytvořili trojici, která vytvořila celou řadu úspěšných pořadů.
V roce 1959 spolu založili satirické a kabaretní divadlo Večerní Brno, kde působil jako autor. V rozhlase spolupracoval na cyklu zábavných půlhodinek Na shledanou v sobotu (1960–1970).
Po roce 1968 byl donucen opustit brněnský rozhlas, někdy se uvádí, že z politických důvodů, jindy bývá uváděno, že důvodem byla jeho nervová choroba. Po svém odchodu z rozhlasu pracoval v letech 1970 až 1976 jako lektor loutkového divadla Radost, někdy zde dělal i vodiče loutek. V roce 1974 dostal částečný invalidní důchod a od té doby se věnoval literatuře.

## Dílo
Psal povídky, divadelní hry a napsal i několik knih včetně žánru sci-fi.
- Svatební cesta do Jiljí, cestopis, 1972
- Cesta kolem mé hlavy za 40 dnů, 1979 vychází z vlastních zkušeností pobytu v psychiatrické léčebně
- Uvěřitelné příběhy Doktora Papula, 1981
- Holubník na odvrácené straně Měsíce, 1984
- Tamtamy, 1986 sci-fi
- Moji dvojníci, 1994
- Strašidlopis, 1998
- Malé mozkové příhody, nevydáno

## Drama
- Charleston v 6 hodin ráno, 1961
- Pozor, hodný pes, 1961 napsáno společně s V. Fuxem
- Anděl na střeše, 1961 napsáno společně s V. Pantůčkem
- Drak je drak, 1963, napsáno společně s V. Fuxem a s V. Pantůčkem tato satirická hra byla velmi úspěšná.
- Angličan na rožni, 1969
- Svatební cesta do Jiljí - dramatizace cestopisu Pavel Vašíček. Premiéra v Divadle Cylindr, 1982

## Filmy
- Anglický biftek s českou oblohou (TV film, 1979, hlavní role Josef Větrovec a Boris Rösner, režie Antonín Moskalyk)
- Chirurgie (TV film, 1982, hlavní role Zdeněk Svěrák a Leoš Suchařípa, režie Jiří Vanýsek, scénář podle povídky Vladislava Vančury)
- Svatební cesta do Jiljí (1983), hlavní role Josef Abrhám a Libuše Šafránková, režie Hynek Bočan
- Cesta kolem mé hlavy (1984, hlavní role Ondřej Havelka a Marta Vančurová, režie Jaroslav Papoušek
- Útěk ze seriálu (TV film, 1989, hlavní role Petr Nárožný, režie Hynek Bočan)